# Мукке, Рихард Петрович
Рихард Петрович Мукке (нем. Johann Richard Mucke; 1846—1925) — немецкий географ, этнолог и статистик.

## Биография
Родился 23 марта 1846 года в Пирне. Первоначальное образование получил в школе в Мейсене. Затем изучал в Лейпцигском университете юриспруденцию, политическую экономию и сельское хозяйство. Защитив 27 апреля 1870 года диссертацию, получил степень доктора философии и продолжил занятия в Марбургском университете и спустя год получил звание приват-доцента в Кёнигсбергском университете. С 1873 года занимался политической экономией с одним из «представителей крупной фабричной промышленности из Рейнских провинций»; совершал с научной целью путешествия, был в Америке. В 1876 году поступил в королевское Прусское статистическое бюро, где занимался в статистическом семинарии Эрнста Энгеля.
С мая 1877 года — приват-доцент университета Грайфсвальда. В 1878 году прошёл хабилитацию и был приглашён профессором на кафедру политической экономии в Высшей технической школе в Аахене, в 1879 году вернулся в Грайфсвальдский университет, где до конца 1883 года был экстраординарным профессором государственных наук.
В 1883 году женился на Хедвиг Джордж (1857—1933), дочери профессора Грайфсвальдского университета.
С 23 января 1884 года он принял в заведование кафедру географии, этнографии и статистики Дерптского университета (с 1893 — Императорский Юрьевский университет). С 24 марта 1891 по 11 февраля 1893 года был деканом историко-филологического факультета университета; 1 января 1906 года получил чин действительного статского советника; был награждён российскими орденами: Св. Станислава 2-й ст. (1887), Св. Анны 2-й ст. (1891), Св. Владимира 4-й ст. (1902).
Остаток своей жизни он провёл в Пётче в Саксонской Швейцарии, где и скончался 10 ноября 1925 года.
С 1866 года он был членом, а затем почётным членом студенческой ассоциации Corps Thuringia Leipzig.
Рихард Мукке считается основоположником этнологических доисторических исследований.